# Dichaetomyia dimidiata
Dichaetomyia dimidiata este o specie de muște din genul Dichaetomyia, familia Muscidae. A fost descrisă pentru prima dată de Stein în anul 1904. Conform Catalogue of Life specia Dichaetomyia dimidiata nu are subspecii cunoscute.